# Thần tượng Hàn Quốc
Trong văn hóa Hàn Quốc, thần tượng teen (Hangul: 아이돌) là những nhân vật truyền thông nổi tiếng ở độ tuổi thanh thiếu niên và đầu những năm đôi mươi, được đánh giá là xinh đẹp hay dễ thương một cách đặc biệt. Họ sẽ thường xuyên xuất hiện trên các phương tiện truyền thông đại chúng trải dài trong một quãng thời gian từ vài tháng đến vài năm, ví dụ như: các ca sĩ, vũ công hoặc rapper của các nhóm nhạc K-pop, các diễn viên đóng vai chính hay vai phụ, nhân vật truyền hình nổi tiếng, người mẫu ảnh được quảng bá trên khắp các tạp chí và quảng cáo, v.v... Nếu là diễn viên thì họ còn được gọi là sao teen (Hangul: 하이틴 스타).

## Thần tượng ảo Hàn Quốc
SeeU (Hangul: 시유; Romaja: Siyu) là một ca sĩ ảo Hàn Quốc đầu tiên được tạo ra cho phần mềm Vocaloid 3 của SBS A & T (trước đây là SBS Artech) và là giọng hát duy nhất của Hàn Quốc được phát hành cho điều đó phiên bản của phần mềm. Cũng như với giọng hát tiếng Hàn, cô cũng sở hữu một giọng hát tiếng Nhật. Người cung cấp giọng cho cô là Kim Daehee từ ban nhạc GLAM. Vào ngày 18 tháng 7 năm 2012, một quản trị viên của SBS Artech đã đăng một poster để giới thiệu buổi biểu diễn hologram đầu tiên của SeeU trên một chương trình âm nhạc Hàn Quốc có tên 인기 (Inkigayo), được phát sóng bởi SBS. SeeU sẽ biểu diễn với nhà cung cấp giọng nói của cô, Dahee, cũng như các thành viên khác trong nhóm của Dahee, GLAM. Sự kiện này được sản xuất bởi SBS. SeeU được thiết kế bởi một nhà thiết kế 3D trên crecrew, người có tên là 처리 (ChuhRi). Chương trình sẽ được phát sóng ra công chúng vào ngày 22 tháng 7 năm 2012. Vào ngày 6 tháng 6 năm 2011, một bản demo có tên I = Fantasy được sản xuất bởi Bang Si-hyuk, đã được giới thiệu trong thông báo VOCALOID3. Vào ngày 30 tháng 8, tên và ngoại hình của cô đã được tiết lộ.   Đơn đặt hàng trước cho SeeU diễn ra vào ngày 14 tháng 10 năm 2011 và một cộng đồng có tên CreCrew đã được mở. Cô được phát hành vào ngày 21 cùng tháng, cùng ngày mà Vocaloid 3 được phát hành, khiến cô trở thành một trong 4 sản phẩm đầu tiên được phát hành cho động cơ cùng với V3 Megpoid, VY1 v3 và Mew. Tại Nhật Bản, SeeU được phát hành vào ngày 16 tháng 12 năm 2011. Doanh số phần mềm của cô tại Nhật Bản đã kết thúc vào ngày 1 tháng 3 năm 2013. Trong một cuộc phỏng vấn với người quản lý của SBS A & T là Kim Hyo Eun, người ta nói rằng tên của SeeU đã xuất hiện trong tâm trí sau khi nghĩ về một dòng từ bộ phim năm 2009, Avatar. Dòng "I See You" xuất hiện trong tâm trí cô và trở thành nguồn cảm hứng cho 'SeeU'. Theo SBS, đây chỉ là một trong vài ý nghĩa của tên cô ấy.

## Các thần tượng nổi bật

### Ca sĩ
| - 2AM - 2NE1 - 2PM - aespa - After School - A Pink - B1A4 - BabyMonster - Beast - Big Bang - Blackpink - Block B - BoA - Brown Eyed Girls - BTS - Co-Ed School - CN Blue - Dal Shabet - EXO - f(x) - F.T. Island - GFriend - Girl's Day - Girls' Generation - (G)I-dle - Illit - Infinite - ITZY - IU - IVE - Jewelry - JYJ - KARA - Le Sserafim - MBLAQ - NewJeans - NMIXX - Rainbow - Secret - Son Dambi - SS501 - Super Junior - T-ara - Teen Top - Treasure - TVXQ - Twice - Winner (nhóm nhạc) | - 4minute - Baby V.O.X. - Fin.K.L - g.o.d. - H.O.T - Iz*One - Miss A - Sechs Kies - S.E.S. - Shinhwa - Sistar - Wonder Girls |

### Diễn viên

#### Những năm 2000-2010
- Bi Rain
- Hyun Bin
- Jang Geun-suk
- Jung Il-woo
- Kim Hyun-joong (thành viên nhóm SS501)
- Kim Soo-hyun
- Kim Ji-won
- Lee Min-ho
- Lee Seung-gi
- Moon Geun-young
- Park Min-young
- Park Shin-hye
- Park Yoo-chun (thành viên nhóm TVXQ và JYJ)
- Song Hye-kyo
- Song Joong-ki
- Yoo Seung-ho

† Những giai đoạn này là dựa trên những năm ra mắt và hoạt động tích cực.